# فیلیپو پوتزاتو
فیلیپو پوتزاتو (ایتالیایی: Filippo Pozzato؛ زادهٔ ۱۰ سپتامبر ۱۹۸۱) دوچرخه‌سوار اهل ایتالیا است.

## باشگاهی
از باشگاه‌هایی که در آن رکاب زده‌است می‌توان به ویلیر تریستینا–سله ایتالیا، تیم یوای‌ئی امارات، ویلیر تریستینا–سله ایتالیا، تیم کاتیوشا–آلپتسین، لیکویگاس، تیم کوئیک‌استپ فلورز، و فاسا بورتولو اشاره کرد.